# Wydundra flattery
Wydundra flattery är en spindelart som beskrevs av Norman I. Platnick och Baehr 2006. Wydundra flattery ingår i släktet Wydundra och familjen Prodidomidae.
Artens utbredningsområde är Queensland. Inga underarter finns listade i Catalogue of Life.